# Verbena aurantiaca
Verbena aurantiaca — вид трав'янистих рослин родини Вербенові (Verbenaceae), ендемік Аргентини.

## Опис
Листки блискучі, зелені, від тричастинних до трилопатевих, 10–25 мм, від ширококінцевих до оберненояйцюватих. Суцвіття компактне, головчасте, має приквітки, квітів 8–16, чашечка попелясто-волосата.

## Поширення
Ендемік Аргентини. Зростає на висотах 300-2800 м.